# Masakazu Katsura
Masakazu Katsura (jap. 桂 正和, Katsura Masakazu; * 10. Dezember 1962 in der Präfektur Fukui, Japan) ist ein japanischer Mangaka.

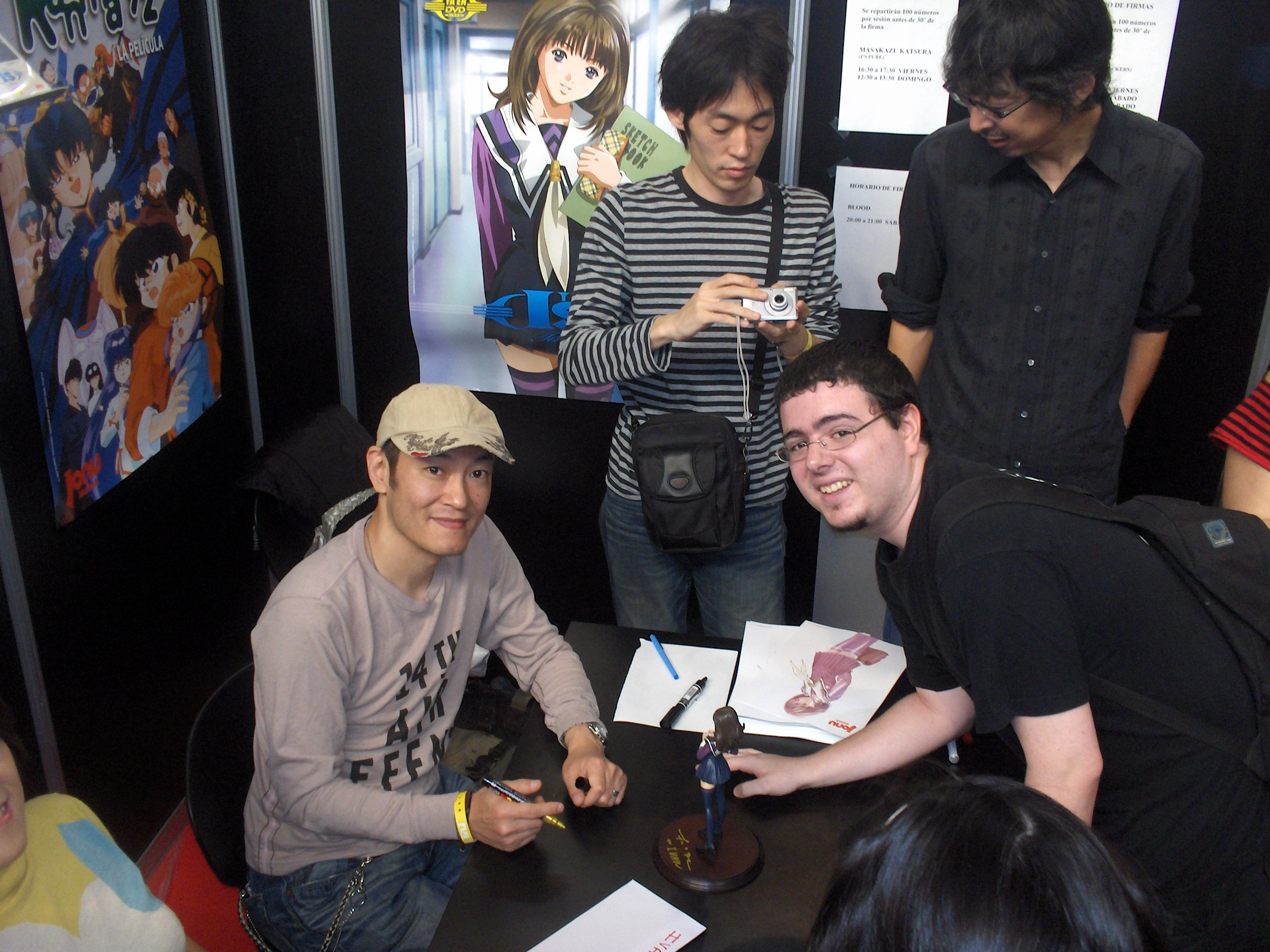
Masakazu Katsura bei einer Autogrammstunde in Barcelona, 2006

## Leben
Sein Debüt gab er 1981 mit Tenkōsei wa Hensōsei!? im Manga-Magazin Weekly Shōnen Jump Ausgabe 32/1981, wofür er im selben Jahr noch den Tezuka Award des Magazins gewann. Mit Wingman hatte er großen Erfolg, aber erst mit seinem nächsten Werk, Video Girl Ai, einer romantischen Geschichte mit wunderschönen Mädchen, änderte er seinen Zeichenstil, was ihm schließlich zum endgültigen Durchbruch verhalf und ihm den Spitznamen Meister der Kurven einbrachte.
Er ist großer Batman-Fan, was sich vor allem in der Serie Shadow Lady zeigt, in der die junge unauffällige Aimi Komomori nachts zur Shadow Lady, einer wagemutigen und koketten Fassadenkletterin und Einbrecherin, wird.
Nach den romantischen Komödien I"s und Video Girl Ai ist sein neuestes Werk Zetman, welches auf Motiven von Batman beruht, deutlich düsterer und gewalttätiger.
In Japan erscheinen seine Werke im Shūeisha-Verlag und in dessen Magazin Weekly Shōnen Jump.
Auf Deutsch sind bisher DNA², Video Girl Ai, I"s und Shadow Lady im Carlsen Verlag, Hamburg erschienen.
Masakazu Katsuras Werke Video Girl Ai, DNA², I"s" und Zetman wurden zudem als Animes adaptiert.

## Werke
- Wingman (ウイングマン; 1983–1985, 13 Bände)
- Chōkidōin Vander (超機動員ヴァンダー; 1985–1986, 2 Bände)
- Present From Lemon (プレゼント・フロム LEMON; 1987, 2 Bände)
- Katsura Masakazu Collection (桂正和コレクション; 1989, 2 Bände), Kurzgeschichtensammlung die folgende bereits vorher veröffentlichte Kapitel enthält:
  - Chiisai Akari (小さな灯り; 1988)
  - Natsu ni Suzumi! (夏にすずみ!; 1982)
  - Aki ni Suzumi… (秋にすずみ…; 1982)
  - Tenkōsei wa Hensōsei!? (転校生はヘンソウセイ!?; 1981)
  - Gakuen Butai 3 Parokan (学園部隊3パロかん; 1981)
  - Gakuen Butai 3 Parokan II (学園部隊3パロかんII)
  - Tsubasa (ツバサ)
  - Video Girl (ビデオガール; 1989)
  - Étranger (エトランゼ; 1988)
  - Kana (1986)
  - Suzukaze no Pantenon (すず風のパンテノン; 1986)
  - Voguman (ヴォーグマン; 1985)
- Video Girl Ai und Video Girl Len (電影少女; 1989–1992, 15 Bände)
- DNA² (D・N・A² 〜何処かで失くしたあいつのアイツ〜; 1993–1994, 5 Bände)
- Zetman: Katsura Masakazu Tampenshū (ZETMAN 桂正和短編集; 1995, Einzelband), Kurzgeschichtensammlung die folgende bereits vorher veröffentlichte Kapitel enthält:
  - Zetman (1994)
  - Shin-no-Shin: Ai to Nikushimi no Timeslip (SHIN-NO-SHIN 愛と憎しみのタイムスリップ; 1989)
  - Woman in the Man – Otoko no Naka no Onna (WOMAN IN THE MAN -男の中の女-; 1993)
  - Shadow Lady (1995)
- Shadow Lady (1995–1996, 3 Bände)
- I’’s (1997–2000, 15 Bände)
- 4C (1998, Einzelband in 3 Büchern, ISBN 4-08-782762-3), Artbook
  - L-side ‹LOVERS-side› Katsura Masakazu Illustrations 1
  - R-side ‹HEROES-side› Katsura Masakazu Illustrations 2
  - SHADOW LADY Katsura Masakazu Illustrations 3 - 「SHADOW LADY」
- Zetman (seit 2002, 17+ Bände)

| Personendaten    | Personendaten                       |
| ---------------- | ----------------------------------- |
| NAME             | Katsura, Masakazu                   |
| ALTERNATIVNAMEN  | 桂 正和 (japanisch)                 |
| KURZBESCHREIBUNG | japanischer Mangaka (Comiczeichner) |
| GEBURTSDATUM     | 10. Dezember 1962                   |
| GEBURTSORT       | Präfektur Fukui, Japan              |